# Граф Ангус
Граф Ангус (англ. Earl of Angus), первоначально Мормэр Ангуса (англ. Mormaer of Angus) — титул правителя средневековой шотландской провинции Ангус (гэльск. Aonghais, англ. Angus). В настоящее время титул, носитель которого является пэром Шотландии, принадлежит герцогам Гамильтон. 

## История титула
Ангус — одно из древнейших шотландских мормэрств. Согласно «De Situ Albanie», Ангус был одним из семи Мормаэрств, созданных в королевстве Альба. Во главе этих мормаэрств стояли семь братьев, старший из которых, Ангус (др.‑ирл. Óengus), стал мормэром области, названной по его имени. Однако сведения, сообщаемые «De Situ Albanie», легендарны и считаются малодостоверными.
В X веке в «Хронике королей Альбы» упоминается Дубакан, мормэр Ангуса, но сведения о его ближайших преемниках очень отрывочны. Только начиная с XII века можно составить более-менее непрерывную последовательность правителей Ангуса.
Местная гэльская династия в Ангусе прервалась около 1240 года, когда после смерти графа Малькольма (Маол Холлума) графство перешло к его дочери Матильде, которая в 1243 году вышла замуж за Гилберта II де Умфравиля, принеся графство ему в приданое. Династия Умфравилей правила в Ангусе до поражения англичан в битве при Бэннокбёрне в 1314 году, после чего король Шотландии Роберт I Брюс конфисковал его. Несмотря на это и Роберт, и его сын Гилберт, жившие в Англию, вызывались в английский парламент с этим титулом. 
В 1329 году титул был отдан Джону Стюарту из Бонкила. Внучка Джона, Маргарита, не имела законных наследников, но в 1389 году король Роберт II передал титул графа Ангуса её незаконнорождённому сыну от связи с графом Уильямом Дугласом, Джорджу Дугласу.
Графы Ангуса в XV—XVII веках играли важную роль в политической борьбе в Шотландии, являясь одними из лидеров оппозиционных королям сил страны. Уильям Дуглас, 11-й граф Ангус, в 1633 году получил титул маркиза Дуглас, однако он также сохранил титул графа Ангуса, который давался наследнику маркиза как титул учтивости. 
Правнук 1-го маркиза Дугласа, Арчибальд Дуглас, в 1703 году получил титул герцог Дугласа и маркиз Ангуса. Однако он не оставил прямых наследников. Титул маркиза Дугласа унаследовал Джеймс, 7-й герцог Гамильтон и 4-й герцог Брендон, потомок одного из сыновей Уильяма Дугласа, 10-го графа Ангуса. Также герцоги Гамильтон используют титул графа Ангуса. Кроме того, для племянника герцога Арчибальда — Арчибальда Джеймса Эдварда Стюарта, сына Джейн Дуглас и сэра Джона Стюарта, 3-го баронета Грандтюлли, был создан титул лорда Дугласа из Дугласа и лорда Ангуса, но без всякой территориальной привязки.

## Список мормэров и графов Ангус

### Мормэры и графы Ангуса, первая креация
гэльская династия
- начало X века: Индрехтах, мормэр Ангуса
- ? — 937: Дубакан (ум. 937), мормэр Ангуса
- середина X века: Кункар, мормэр Ангуса
- ок. 1115: Гилкрист (Дуфаган), граф Ангус[1]
- ? - ок. 1187: Гиллбрайд (Гилберт) (ум. ок. 1187), граф Ангус, сын предыдущего
- ок. 1187 — до 1198: Адам (ум. до 1198), граф Ангус, сын предыдущего
- до 1198 — 1207/1211: Гилкрист (ум. 1207/1211), граф Ангус, брат предыдущего
- 1207/1211 — 1211/1214: Дункан (ум. 1211/1214), граф Ангус, сын предыдущего
- 1211/1214 — 1237/1242: Малькольм (ум. 1237/1242), граф Ангус, сын предыдущего
- 1237/1242 — 1261: Матильда (Мод) (ок. 1202 — 1261), графиня Ангус
1-й муж: Джон Комин (ум. 1242), граф Ангус
2-й муж: с 1243 Гилберт II де Умфравиль (ум. до 3 марта 1245), барон Прадоэ и Редесдейл, граф Ангус
3-й муж: Ричард (ум. после 2 декабря 1247), барон Чилхем

### Графы Ангус, вторая креация (1267)
Умфравили
- 1267—1307: Гилберт де Умфравиль (около 1244 — до 13 октября 1307), губернатор Ангуса, 1-й граф Ангус с 1267, сын графини Матильды от второго брака с Жильбером де Умфравилем
- 1307—1314: Роберт де Умфравиль (умер в марте 1325), 2-й граф Ангус в 1307—1314, титулярный граф Ангус с 1314 , сын предыдущего
- Гилберт де Умфравиль (умер 6 января 1381), 3-й граф Ангус 1325—1329, титулярный граф Ангус с 1325, сын предыдущего

### Графы Ангус, третья креация (1329)
Стюарты
- 1329—1331: Джон Стюарт (ум. 9 декабря 1331), лорд Стюарт из Бонкила с 1319, 1-й граф Ангус с 1329, сын сэра Александра Стюарта из Бонкила, троюродный брат короля Шотландии Роберта II
- 1331—1361: Томас Стюарт (ок. 1329/1331 — 1361), 2-й граф Ангус с 1331, сын предыдущего
- 1361—1389: Маргарита Стюарт (ум. 1417), 3-я графиня Ангус с 1377, графиня Мар с 1374, дочь предыдущего
муж: с 1361/1374 Томас (ок. 1330 — 22 октября 1373/21 июня 1374), 9-й граф Мар

### Графы Ангус, четвёртая креация (1389)
Дугласы
- 1389 — ок. 1403: Джордж Дуглас (ум. ок. 1403), 1-й граф Ангус с 1389, незаконный сын Уильяма Дугласа, 1-го графа Дугласа, и Маргариты Стюарт, графини Ангус
- ок. 1403 — 1437: Уильям Дуглас (ум. октябрь 1437), 2-й граф Ангус с ок. 1403, сын предыдущего
- 1437—1446: Джеймс Дуглас (ум. 1446), 3-й граф Ангус с 1437, сын предыдущего
- 1446—1463: Джордж Дуглас (ум. 12 марта 1463), 4-й граф Ангус с 1446, брат предыдущего
- 1463—1513: Арчибальд «Отчаянный» Дуглас (ок. 1448 — ок. декабря 1513), 5-й граф Ангус с 1463, лорд-канцлер Шотландии 1493—1497, сын предыдущего
- 1513—1557: Арчибальд Дуглас (ок. 1490 — январь 1557), 6-й граф Ангус с 1513, лорд-канцлер Шотландии 1526—1528, внук предыдущего, сын Джорджа Дугласа
- 1557: Дэвид Дуглас (ок. 1515 — июнь 1557), 7-й граф Ангус с января 1557, племянник предыдущего, сын сэра Джорджа Дугласа из Питтендрича
- 1557—1588: Арчибальд Дуглас (ок. 1555 — 4 августа 1588), 8-й граф Ангус с 1557, 5-й граф Мортон с 1585, сын предыдущего
- 1588—1591: Уильям Дуглас (ок. 1532 — 1 июля 1591), 9-й граф Ангус с 1588, правнук Арчибальда, 5-го графа Ангус
- 1591—1611: Уильям Дуглас (ок. 1554 — 3 марта 1611), 10-й граф Ангус с 1591, сын предыдущего
- 1611—1660: Уильям Дуглас (ок. 1589 — 19 февраля 1660), 11-й граф Ангус с 1611, 1-й маркиз Дуглас с 1633, сын предыдущего
- 1638—1655: Арчибальд Дуглас (ок. 1609 — 16 января 1655), граф Ангус с 1638, 1-й граф Ормонд с 1651, сын предыдущего
- 1660—1700: Джеймс Дуглас (ок. 1646 — 25 февраля 1700), 2-й маркиз Дуглас с 1660, граф Ангус с 1655, сын предыдущего
- 1671—1692: Джеймс Дуглас (1671 — 3 августа 1692), граф Ангус с 1671, сын предыдущего
- 1693—1694: Уильям Дуглас (15 октября 1693 — 20 марта 1694), граф Ангус с 1693, брат предыдущего
- 1700—1761: Арчибальд Дуглас (15 октября 1694 — 25 февраля 1700), 3-й маркиз Дуглас с 1700, граф Ангус с 1694, 1-й герцог Дуглас и маркиз Ангус с 1703, брат предыдущего

Титул унаследован герцогами Гамильтон.